# Капрі (муніципалітет)
Капрі (італ. Capri) — муніципалітет в Італії, у регіоні Кампанія, метрополійне місто Неаполь.
Капрі розташоване на однойменному острові на відстані близько 210 км на південний схід від Рима, 32 км на південь від Неаполя.
Населення — 7224 особи (2014).

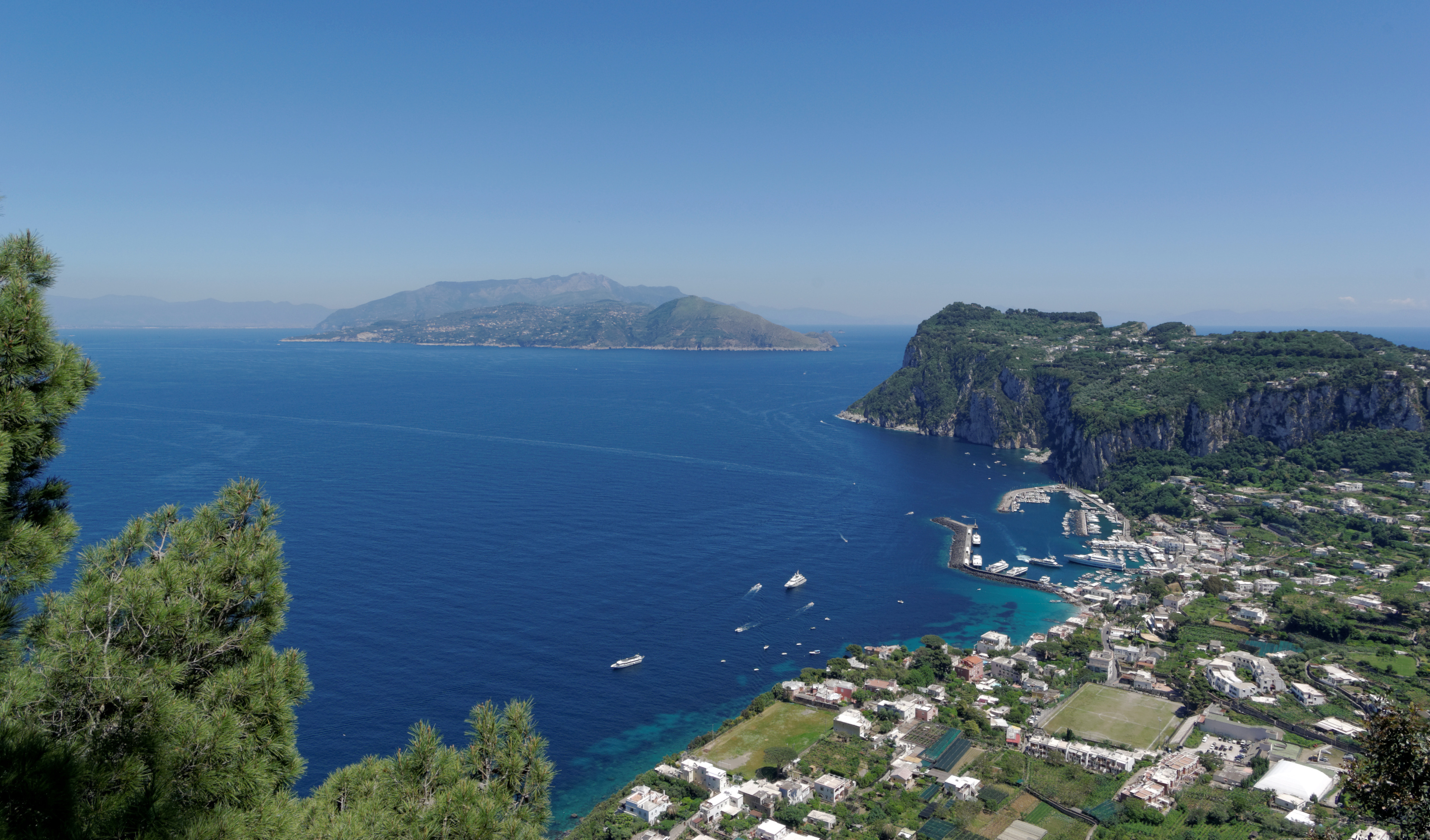

Щорічний фестиваль відбувається 14 травня. Покровитель — San Costanzo.

## Демографія
Населення за роками:

Станом на 1 січня 2023 року в муніципалітеті офіційно проживали 782 іноземці з 42 країн, серед них 138 громадян країн Євросоюзу та 201 громадянин України.

## Сусідні муніципалітети
- Анакапрі

## Персоналії
- Ліліана Кавані — жінка-кінорежисер і сценарист з Італії.